# Hugo Butler
Hugo D. Butler (4 de mayo de 1914 – 7 de enero de 1968) fue un guionista canadiense que trabajaba en Hollywood y quien fue incluido en la lista negra por los estudios de cine en la década de 1950. 

## Biografía
Nacido en Calgary, Alberta, (Canadá), su padre había actuado y escrito guiones en películas mudas. Hugo Butler trabajó como periodista y dramaturgo antes de mudarse a Hollywood en 1937, donde escribió el primero de sus treinta y cuatro guiones. Su trabajo en Edison, el hombre (1940) lo llevó a su nominación (junto a Dore Schary) para el Óscar al Mejor Guion Original. 
En 1940 se casó con la actriz Jean Rouverol, más tarde autora y guionista. Poco después, la carrera de Butler se vio interrumpida cuando sirvió en el Ejército de los Estados Unidos durante la Segunda Guerra Mundial. 
Después de ser incluido en la lista negra, escribió bajo varios seudónimos y también usó a un miembro del Sindicato de Guionistas de Estados Unidos para presentar guiones a los estudios de cine en su nombre. Él y su esposa fueron a México donde trabajó en guiones para los directores Luis Buñuel y Carlos Velo. Perteneció a un grupo de artistas incluidos en la lista negra, responsables del movimiento Nuevo Cine en México, de acuerdo a Cold War Exiles in Mexico de Rebeca Shreiber. No regresaron a los Estados Unidos de forma permanente durante trece años. 
Hugo Butler padeció una enfermedad cerebral arteriosclerótica durante varios años, antes de morir de un ataque cardíaco en 1968 en Hollywood, California. En 1997, el Sindicato de Guionistas de Estados Unidos votó a favor de favorecerlo póstumamente con el crédito oficial por los guiones que había escrito.

## Filmografía
- Edison, el hombre (historia original, 1940).
- De corazón a corazón (1941).
- Lassie Come Home (1943).
- The Southerner (1945).
- Miss Susie Slagle's (1946).
- From This Day Forward (1946).
- Los escándalos de la profesora (1950).
- Yo amé a un asesino (1951).
- La larga noche (1951).
- Robinson Crusoe (1954), dirigida por Luis Buñuel.
- Torero (1956).
- Hojas de otoño (1956).
- Los pequeños gigantes (1958).
- La joven (1960), dirigida por Buñuel.
- La leyenda de Lylah Clare (1968).

## Premios y distinciones
Premios Óscar
| Año  | Categoría       | Película          | Resultado |
| ---- | --------------- | ----------------- | --------- |
| 1941 | Mejor argumento | Edison, el hombre | Nominado  |